# Dammbyggnad
För andra betydelser, se Damm.

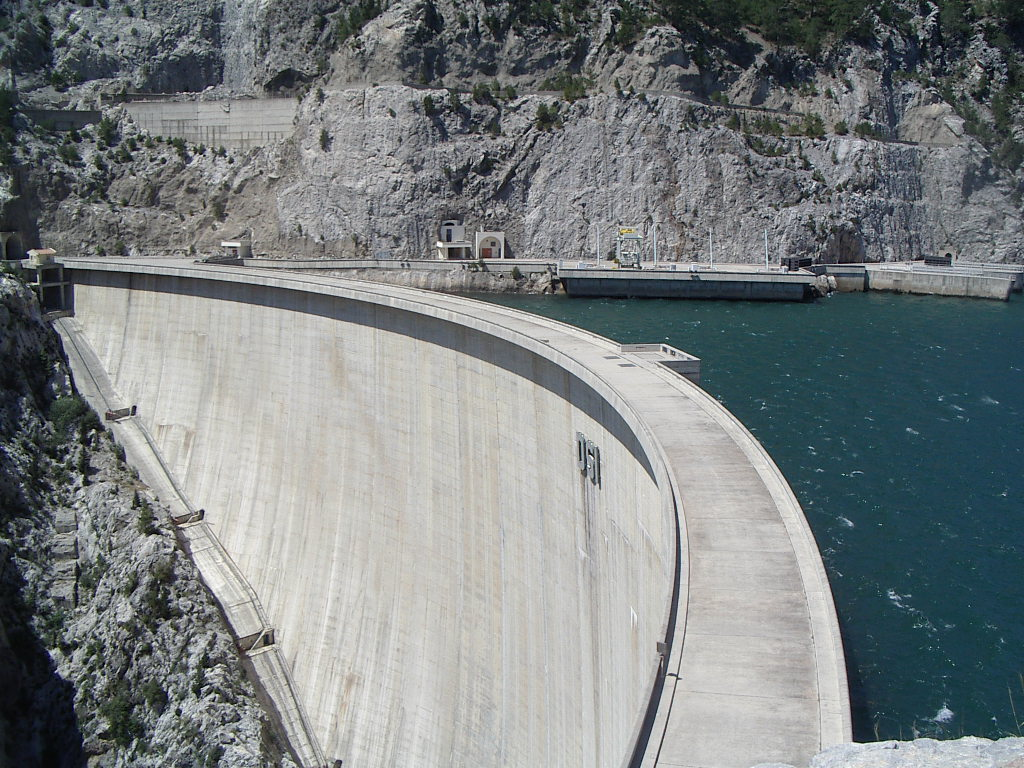
Valvdamm i Turkiet.

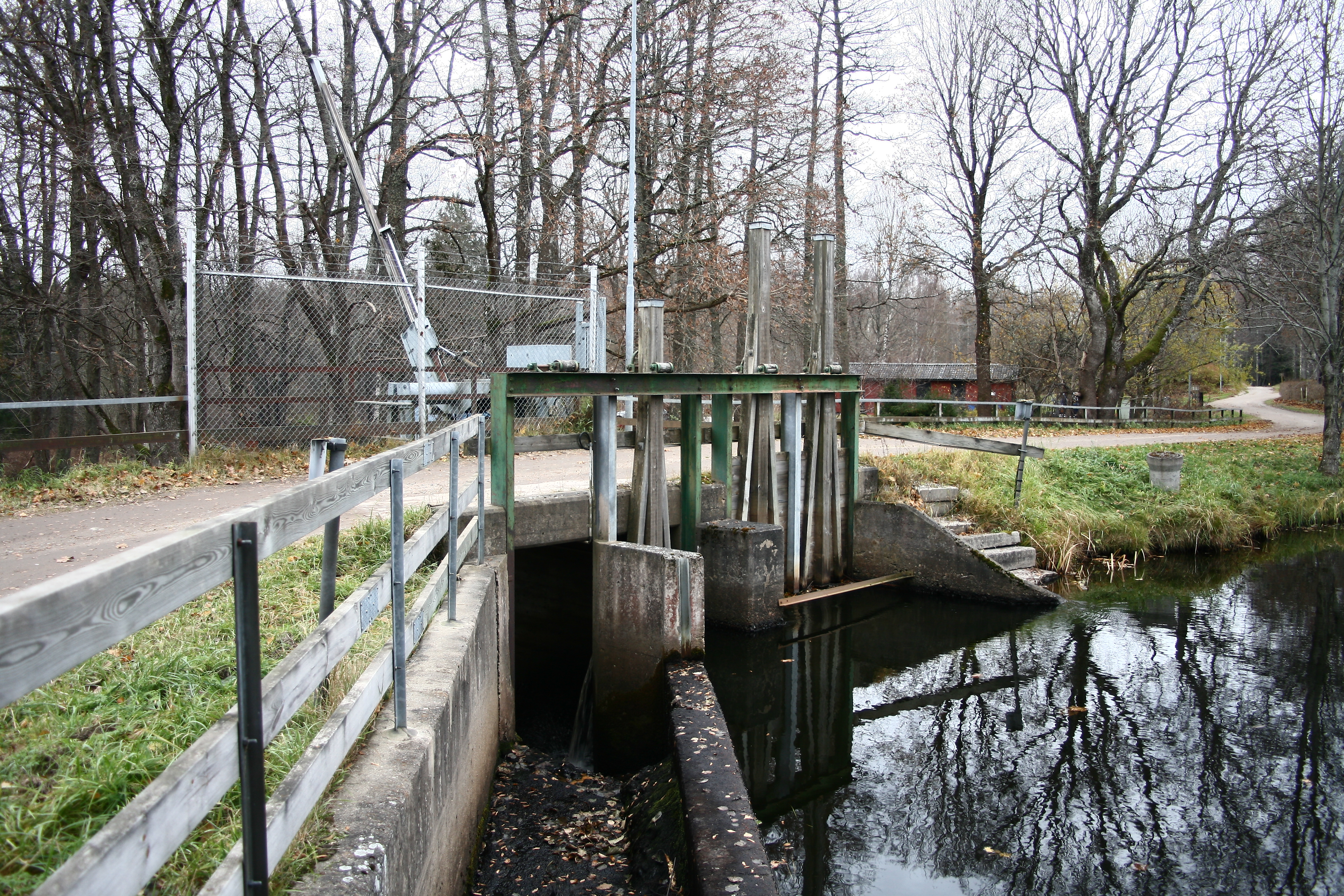
Mycket liten kraftverksdamm vid Skogaholm i Närke i Sverige, med dammluckor som kan regleras från bron. Närmast i bild syns ett överfall, där vatten över en viss nivå kan rinna förbi dammluckorna och ut i den gamla strömfåran för att undvika översvämning.

En damm eller dammbyggnad är en av människan anlagd fördämning, vanligen över ett vattendrag för att dämma in vatten. Dammar skapar ofta en konstgjord sjö uppströms, alternativt reglerar de nivåerna i en redan befintlig sjö. Dammens syfte kan vara att höja vattenytan, avleda vatten, lagra vatten för exempelvis bevattning, vattenförsörjning eller elproduktion via vattenkraft. I samband med vattenkraftproduktion ger regleringen som dammen skapar en möjlighet att utjämna skillnader mellan tillrinning och efterfrågan, samt samlar fallhöjden så att den kan nyttjas effektivt i ett kraftverk. 
På svenska är nomenklaturen förvirrande, eftersom ordet damm i vardagligt bruk inte bara används för att beteckna dammbyggnaden utan även den sjö som skapats eller regleras med dammen.  Se vidare damm (vattenansamling).

## Dammtyper
Dammar kan antingen skapas av människor, naturprocesser såsom jordskred eller djur, till exempel bävrar. Dammar byggda av människor klassificeras vanligen efter storlek (höjd), användningsområde/funktion eller konstruktion.

### Indelning efter storlek

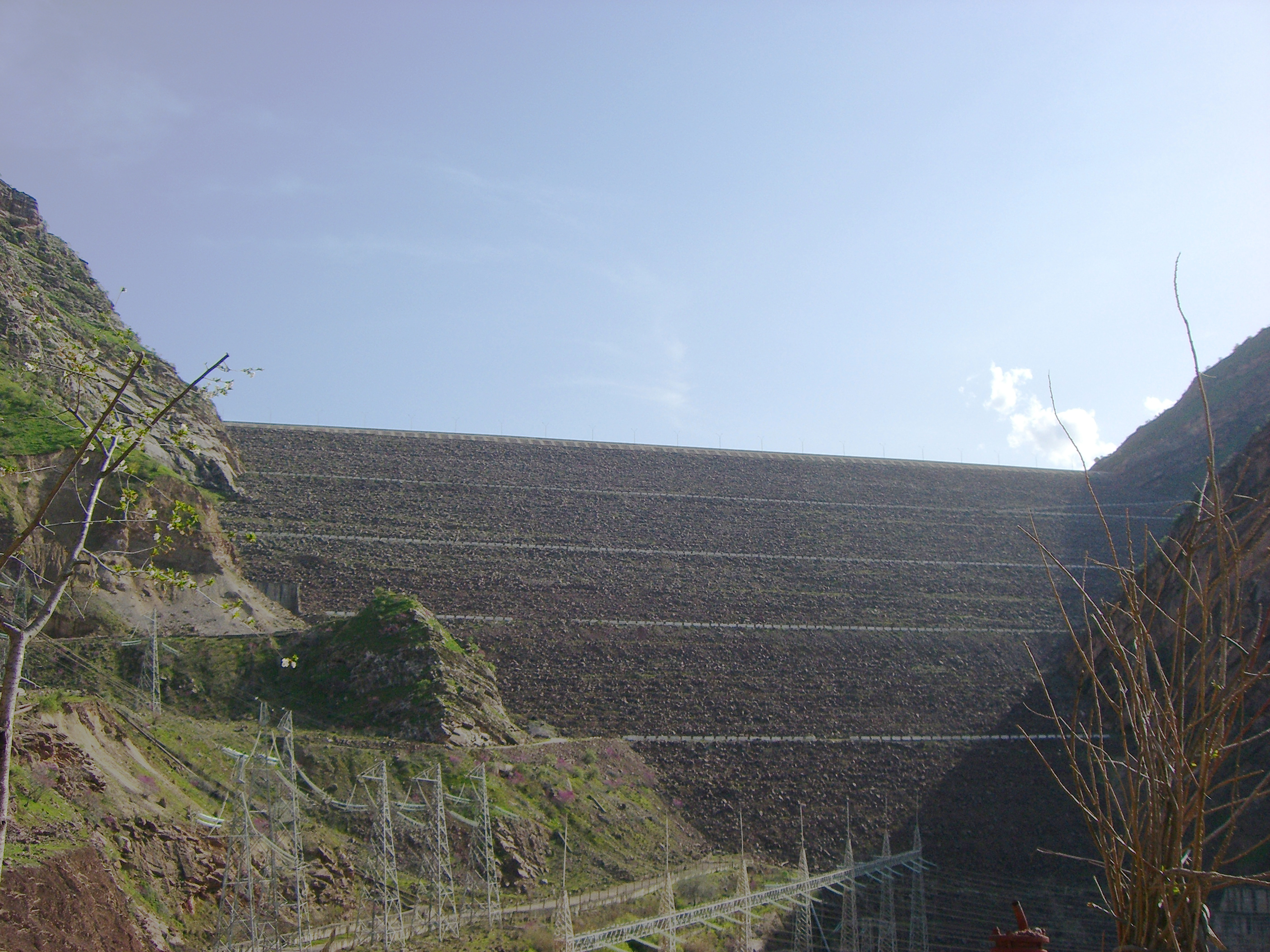
Nurek-dammen i Tadzjikistan, världens högsta damm.

En internationell standard definierar stora dammar (large dams) som högre än 15 meter och större dammar (major dams) som högre än 150,5 m.
Världens högsta damm är den 300 meter höga Nurekdammen i Nurek, Tadzjikistan.

### Indelning efter ändamål
Ändamål för dammar kan till exempel vara att förse jordbruk med vatten för konstbevattning, vattenförsörjning till städer och industrier, generera elektricitet eller förhindra översvämningar nedströms. 
En variant av dammar är grunddammar (spegeldammar), som anläggs med krönnivån under vattenytan, vanligen med syfte att höja vattenytan uppströms dammen. 
Dammar finns även för att lagra anrikningssand i samband med gruvbrytning.

### Indelning efter konstruktion
Beroende på utformning och byggnadsmaterial kan dammar även klassificeras som trädammar, lamelldammar, stenmursdammarar, fyllningsdammar med flera undertyper till dessa.

#### Stenmursdammar

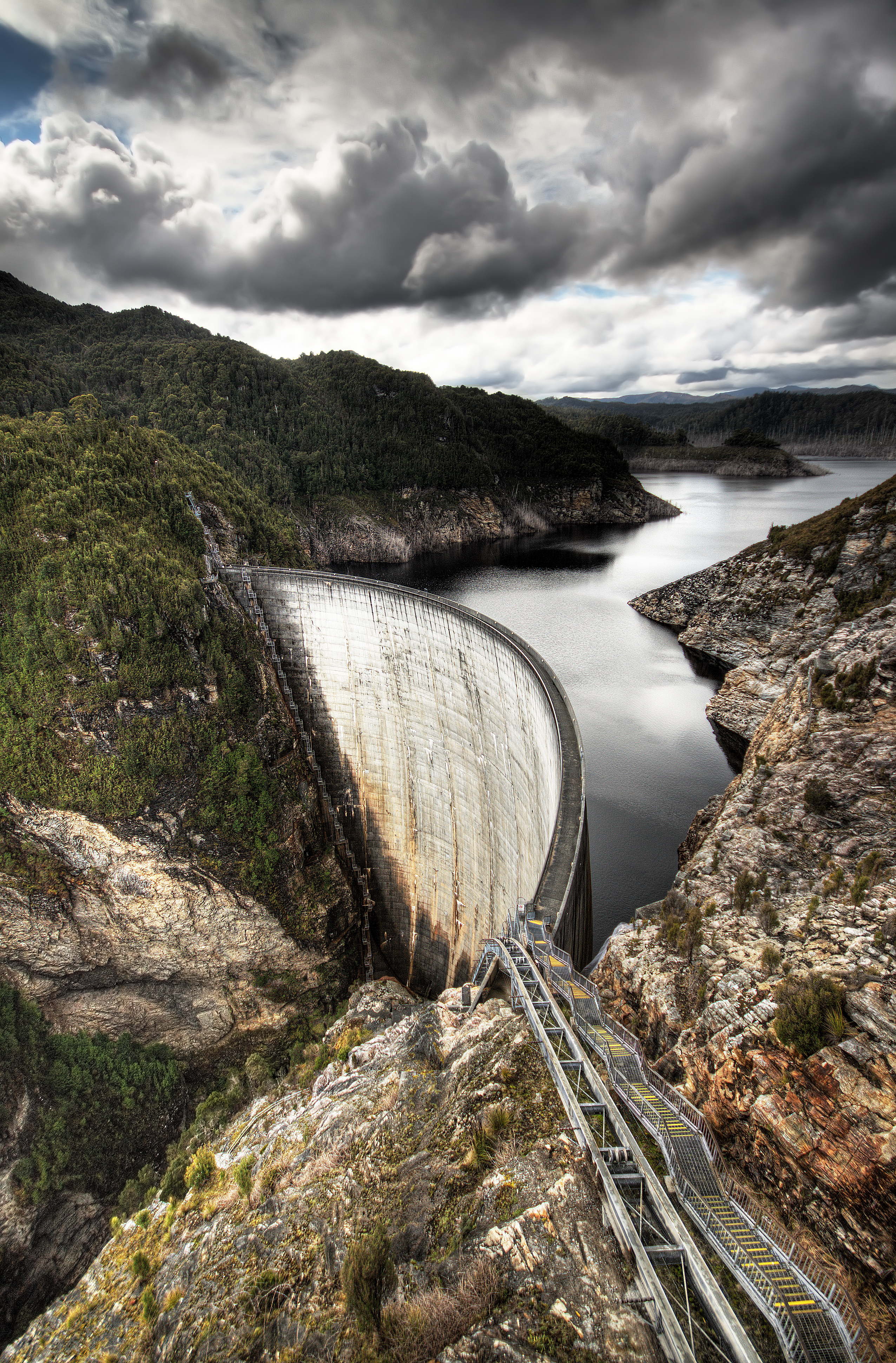
Gordon Dam på Tasmanien är en valvdamm.

##### Valvdammar
I en valvdamm uppnås stabilitet genom att det hydrostatiska trycket distribueras genom bågen och ut till landfästena. Själva konstruktionen kan göras lättare än en rak damm. Dammtypen lämpar sig särskilt i raviner där sidorna är branta och av stabilt, friskt berg.
Det finns två typer av valvdammar som skiljer sig i konstruktionen: konstant vinkel, och konstant radie. En konstant radie-damm har samma radie på bågen längs hela höjden. Detta innebär att när dammen blir smalare mot botten så minskar vinkeln vid landfästena. Hos en konstant vinkel-damm är vinkeln vid landfästena istället konstant och radien varieras för att hantera geometrin på ravinen som dammen byggs i. Dammar med konstant radie är vanligare än dammar med konstant vinkel.

##### Gravitationsdammar

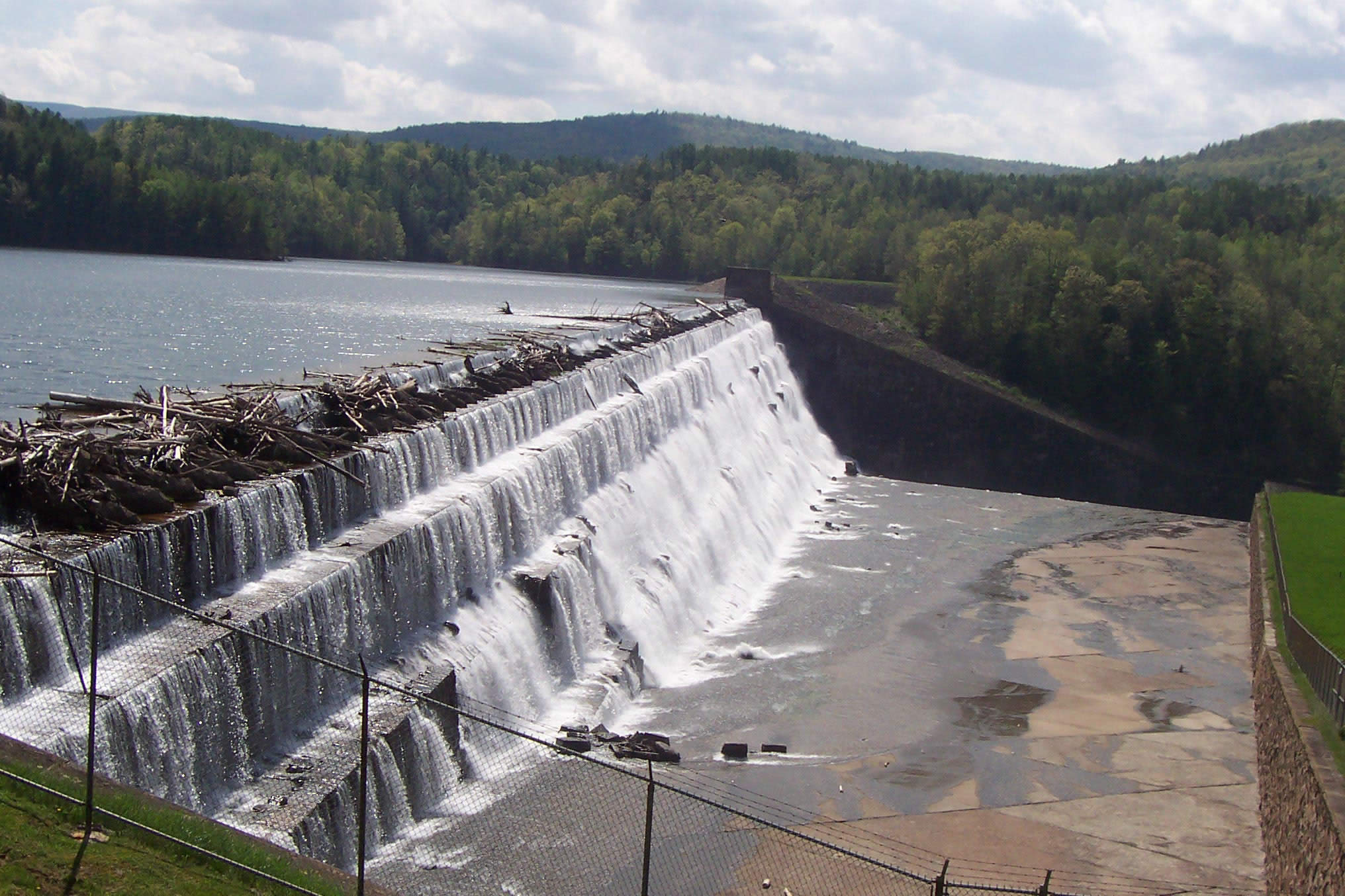
Gilboa Dam vid Schoharie Reservoir i New York State är en gravitationsdamm.

I en gravitationsdamm uppnås stabilitet genom att dammen är av sådan storlek och form att vattnet inte kan få den att välta eller glida. Dammen välter inte såvida momentbidraget från massan runt dess masscentrum är större än momentbidraget från vattentrycket. Gravitationsdammar kan antingen konstrueras som solida eller ihåliga. Solida dammar är vanligare.

#### Fyllningsdammar
Fyllningsdammar byggs av packad jord eller sten, och kan delas in i jordfyllningsdammar och stenfyllningsdammar. Fyllningsdammar utnyttjar sin tyngd för att hålla tillbaka vattnet, på samma sätt som gravitationsdammar. 

##### Stenfyllningsdammar
Stenfyllningsdammar byggs av grovkornig dränerande jord med en tätt skikt. Det täta skiktet kan ligga på den våta sidan av dammen och vara av trä, plast, betong, murverk, stålspont eller något annat tätt material. Tätskiktet kan också vara tät jord invändigt i dammen, detta kallas för kärna. Jorden i kärnan är ofta lera eller morän. För att tätjorden inte ska blandas med det dränerande skiktet utanför skiljs de åt av ett filter av sorterade kornfraktioner som speciellt designas för att förhindra inre erosion.

##### Jordfyllningsdammar
Jordfyllningsdammar byggs av packad jord. En homogen jordfyllningsdamm består bara av en typ av material plus ett erosionsskydd på den våta sidan och läckvattensdränering på torra sidan. Även denna dammtyp kan konstrueras med filter och en tät kärna. Jordfyllningsdammar kan ofta byggas till stor del av material som finns lokalt, detta minimerar transporter och gör dem kostnadseffektiva.

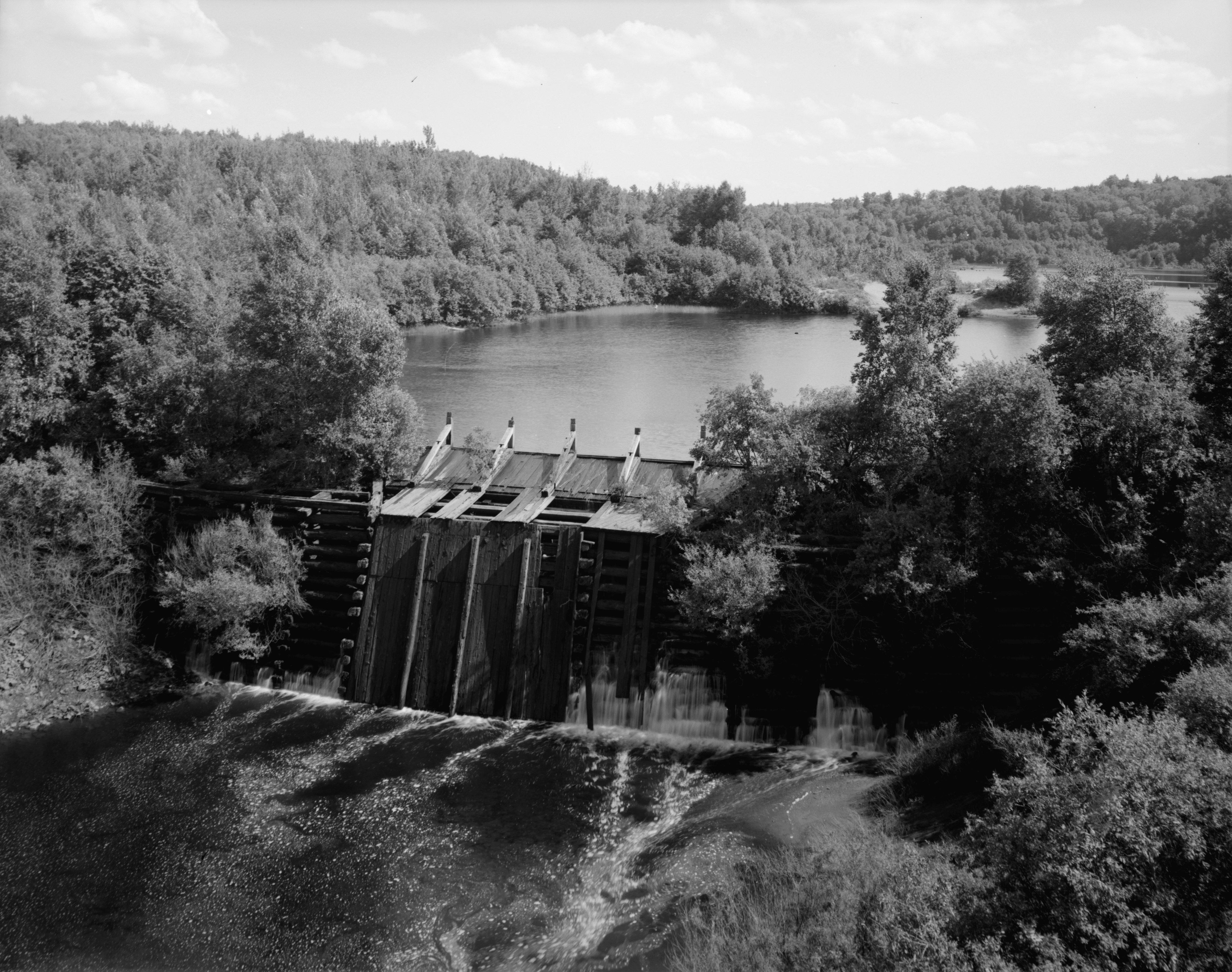
En trädamm i Michigan, 1978.

#### Fångdammar
En fångdamm är en tillfällig konstruktion som vanligen byggs i vatten för att torrlägga ett område i samband med bygg- eller anläggningsarbete. De kan exempelvis byggas som jord- eller stenfyllningsdammar eller med stålsponter.      

#### Trädammar
Trädammar användes flitigt under den industriella revolutionen och i gränsområden eftersom de är lätta och snabba att bygga. Trädammar byggs sällan nuförtiden eftersom de inte tillåter så höga höjder och träet har relativt låg beständighet. En annan nackdel är att träet måste hållas vått för att inte läcka.

## Negativa effekter

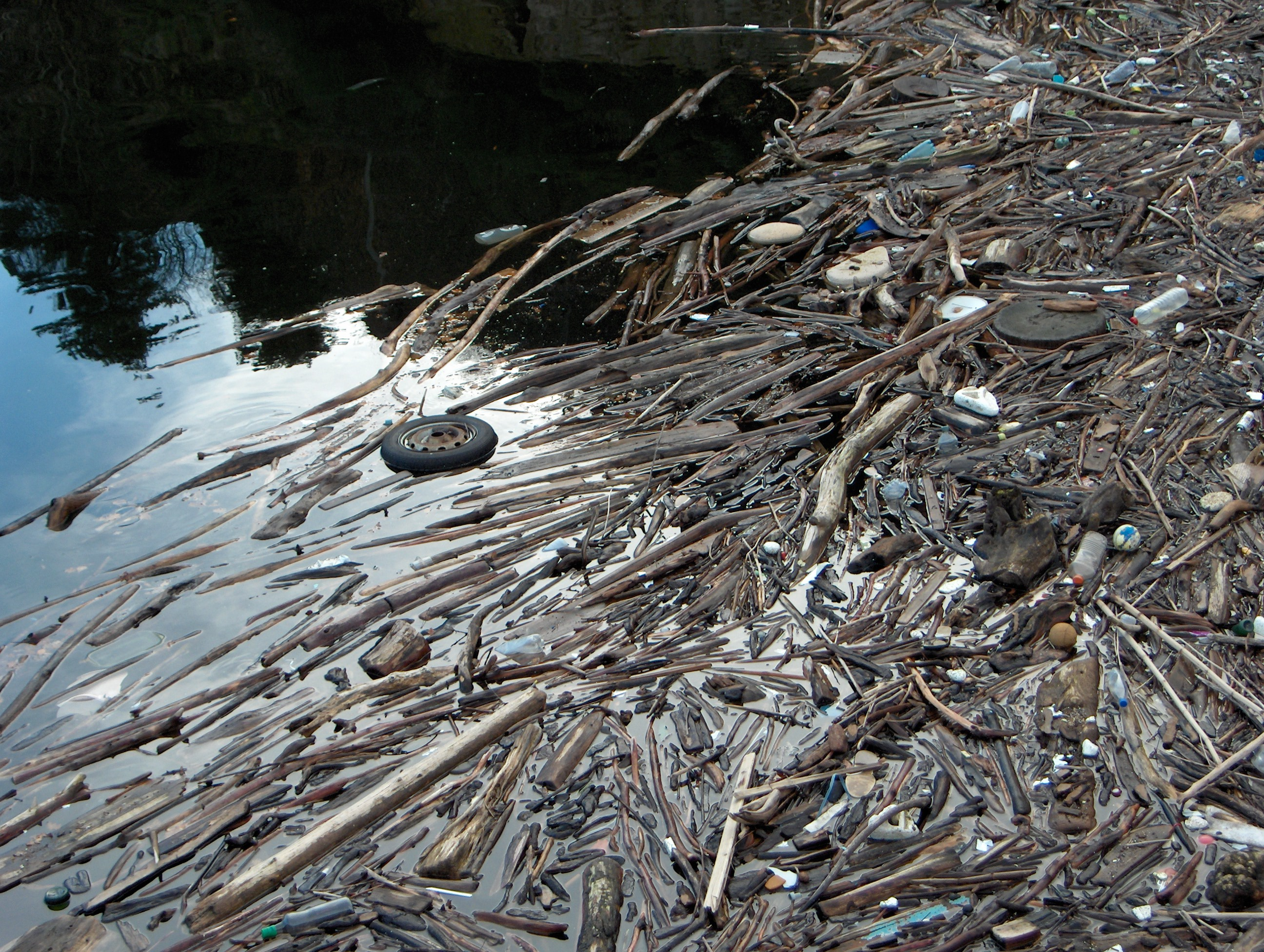
Trä och skräp som samlas i en damm

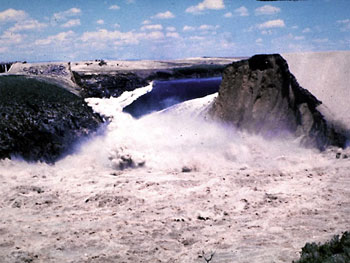
Reservoaren rinner ut genom den brustna Tetondammen.

Dammar är en form av miljöförstöring då den har en mängd habitatdegraderande effekter.
Dammar skapar vandringshinder för fiskar och andra vattenlevande djur. Fiskar som lax, öring och asp vandrar upp i vattendrag för att leka. Dammar stoppar fiskarna från att nå sina reproduktionsområden vilket gör att bestånden minskar eller utrotas.
Dammarna förändrar även vattendragens naturliga flödesvariationer. Vattendragen svämmar till exempel inte över vilket är en viktig process för att föra ut näring från vattendragen till de omgivande markerna. Dammarna får genom den onaturliga nivåskillnaden mellan hög- och lågvatten ett kraftigt stört ekosystem.
Dammar kan reducera utsläpp av växthusgaser om de ersätter en annan kraftkälla baserad på fossila bränslen. Men om det finns mycket vegetation i det område som översvämmas av dammen, och denna vegetation inte röjs kan utsläppen bli större än från ett oljeeldat kraftverk med samma effekt. Detta beror på att vegetationen dör och då börjar avge det kol som finns bundet i växten. Om nedbrytningen är anaerob så bildas metan som är en växthusgas.  
Vatten som går genom turbinerna i en kraftdamm innehåller vanligen väldigt lite sediment, detta kan bidra till att flodfåran nedanför dammen utsätts för större erosion än före dammen restes. Detta beror på att vattnet i reservoaren rör sig tillräckligt sakta för att partiklar ska hinna sedimentera.
En damms effekter på samhället kan vara betydande. Exempelvis kommer De tre ravinernas damm vid Yangtze i Kina att skapa en reservoar som är 600 km lång. Byggandet av dammen tvingade över en miljon människor att flytta, och reservoaren kommer dränka många arkeologiska lämningar.  
Det uppskattas att 40-80 miljoner människor världen över har tvingats lämna sina hem på grund av dammbyggen.
En kollaps eller ett dammbrott kan ha katastrofala konsekvenser på stora områden nedströms dammen, men regelbunden övervakning av deformationer och läckage i och runt dammen kan förhindra de flesta olyckor. Många dammar är konstruerade så att vattennivån kan sänkas betydligt för att kunna utföra underhåll på erosionsskydd, tätskikt eller tätning av berget under dammen.

## Historia

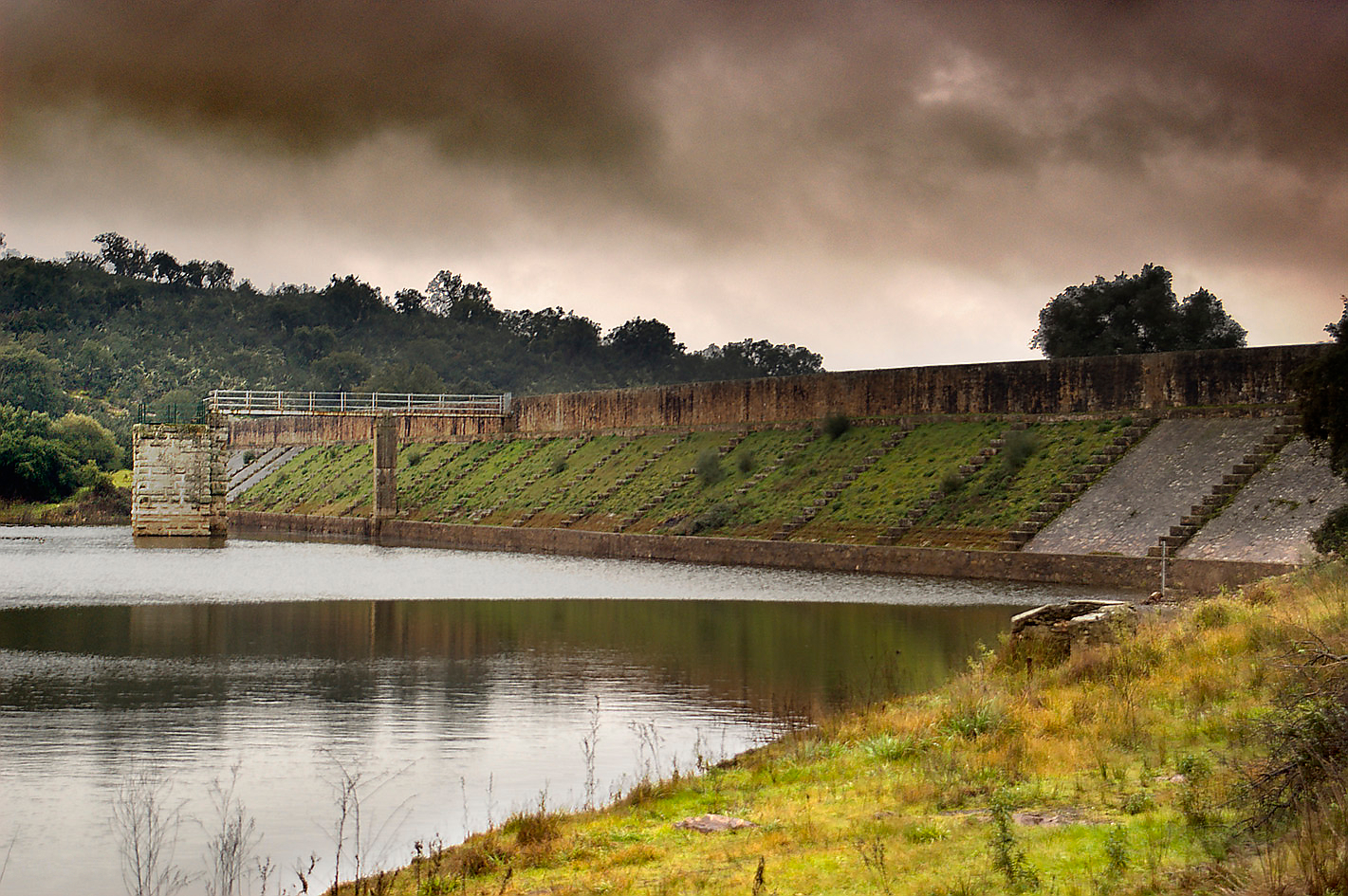
Den romerska vattenreservoaren Cornalvo nära Mérida i Spanien har varit i bruk i nära två årtusenden.

Ordet damm kommer från fornsvenska damber och är ett gemensamt germanskt ord (jämför ty. damm och eng., holl., da. dam), sannolikt från ett urgermanskt *ðamn-, möjligen ytterst till den indoeurpeiska roten dhĕ.
Tidigt dammbyggande ägde rum i Mesopotamien och Mellersta östern. Dammarna användes för att kontrollera vattennivån, eftersom vattenföringen i Tigris och Eufrat var väderberoende och ganska oförutsägbar. Den tidigaste kända dammen är Jawadammen i Jordanien, 100 km nordost om huvudstaden Amman. Denna gravitationsdamm bestod ursprungligen av en nio meter hög och en meter tjock stenmur, som stöddes av en femtio meter bred jordfyllning. Strukturen dateras till 3000 f.Kr.
Den fornegyptiska fördämningen Sadd-el-Kafara i Wadi al-Garawi ungefär 30 km söder om Kairo var 114 m lång och 14 m hög och byggdes runt 2800 f.Kr. eller 2600 f.Kr. som en avledningsdamm för att kontrollera översvämningar, men förstördes av kraftiga regn under byggandet, eller kort därefter. Eflatunpınar är en hittitisk damm och helig källa väster om Konya i Turkiet som tros vara från mitten av 1200-talet f.Kr. Vid mitten av 200-talet f.Kr. hade ett komplicerat vattenhushållningssystem i Dholavira i dagens Indien byggts. Systemet bestod av sexton reservoarer och ett antal dammar och kanaler som samlade och lagrade vatten.

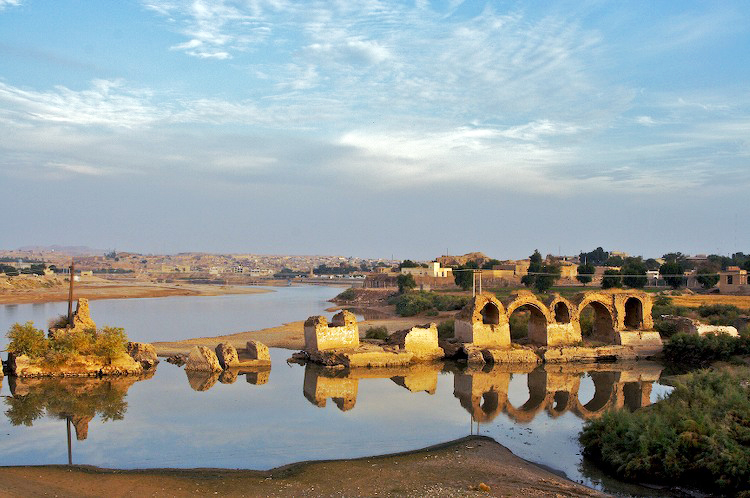
Band-e Qaisar, den kombinerade bron och dammen som byggdes av romare i Shushtar, och som är det östligaste av alla romerska ingenjörsarbeten.

De romerska dammbyggnaderna kännetecknas av "romarnas förmåga att planera och organisera konstruktionsarbeten storskaligt". Romerska planerare införde det då nya konceptet med stora reservoarer som kunde säkerställa en permanent vattentillgång för bosättningar även över torrperioder. Deras pionjärinsats med användande av vattentätt murbruk och speciellt romersk betong tillät mycket större strukturer än vad som tidigare byggts, som dammen vid Homs, möjligtvis den största dammbyggnaden dittills, och Harbaqadammen, båda i provinsen Syria. Den högsta romerska dammen var en av Subiacodammarna nära Rom, dess rekordhöjd på 50 m var oäverträffad tills den förstördes i en olycka 1305.
Romerska ingenjörer använde rutinmässigt gamla standardmetoder som fyllningsdammar av jord och gravitationsdammar av murverk. Därutöver visade de prov på stor uppfinningsrikedom och införde de flesta grundläggande konstruktioner som är kända idag. Dessa innefattar valvdammar, kombinationer av valv- och gravitationsdammar,, lamelldammar och mångvalvsdammar som alla var kända och använda under 100-talet e.Kr. Romarna var också de första som kombinerade en bro med en damm, som Band-e Qaisar i Iran.

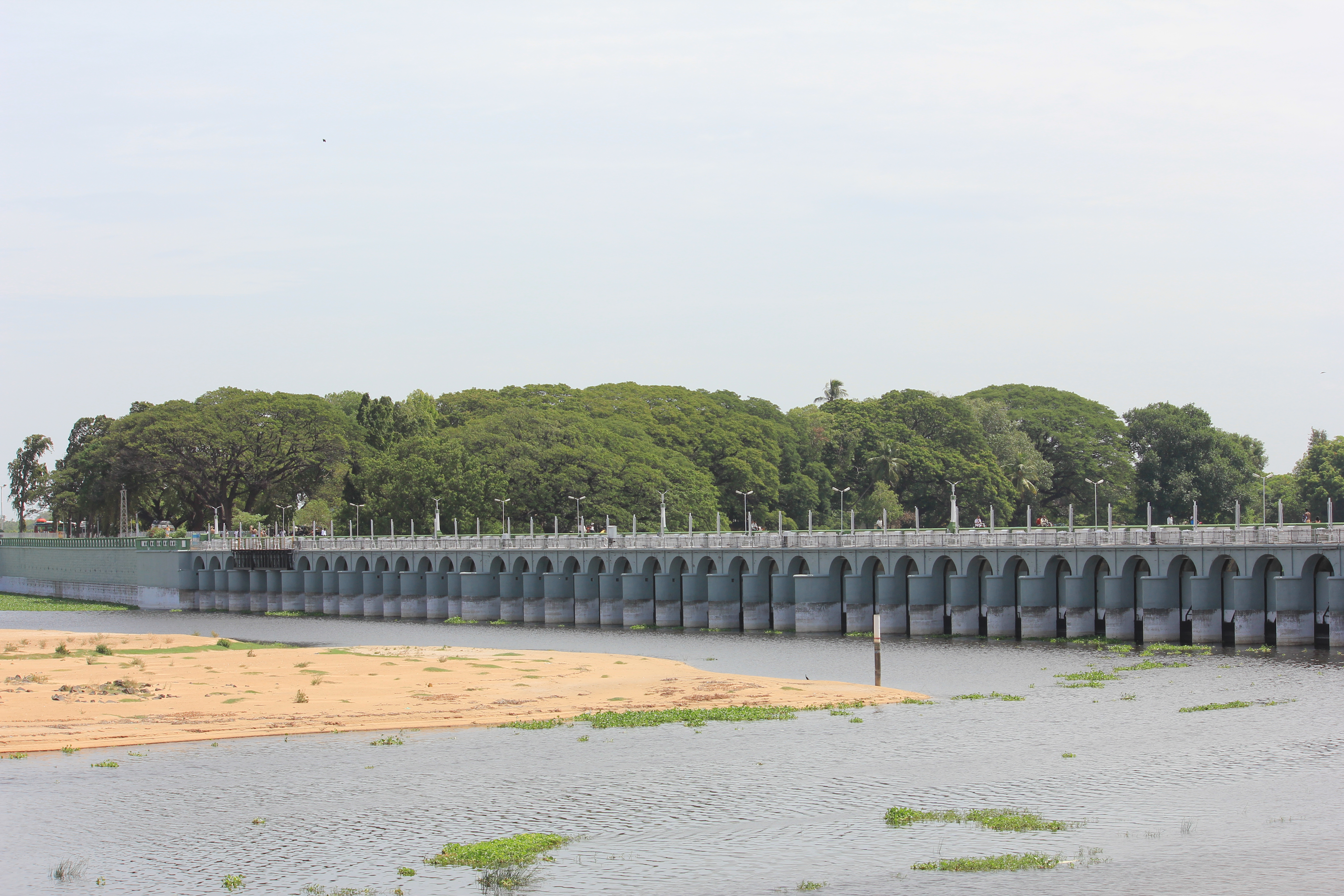
Kallanaidammen, även kallad Grand Anicut, på floden Kaveri i Tamil Nadu i Indien (1800-talet, på fundament från 1-2:a århundradet e.Kr.).

Kallanaidammen är byggd av ohuggen sten över floden Kaveris huvudfåra i Tamil Nadu, Indien, och är över 300 m lång, 4,5 m hög och 20 m bred. Grunden daterar sig till 100-talet e.Kr. och detta anses vara en av de äldsta vattenavlednings- eller vattenregleringsstrukturerna i världen som fortfarande är i bruk. Dammens ändamål är att avleda Kaveriflodens vatten över det bördiga deltaområdet via bevattningskanaler.
Dujiangyans bevattningssystem, det äldsta kvarvarande bevattningssystemet i Kina som innehöll en damm som reglerade flödet, stod klart år 251 f.Kr. En stor jordfyllningsdamm byggd av Sunshu Ao, kejserlig rådgivare och kansler under Zhuang av Chu, dränkte en dal i dagens Anhui-provins och skapade en enorm reservoar med 100 km diameter som fortfarande finns kvar.
I Iran användes kombinerade broar och dammar som Band-e Quaisar för att generera vattenkraft medelst vattenhjul, vilka ofta drev vattenuppfordringsverk (som lyfte vatten ur vattendraget till en högre nivå). En av de första var den bro/damm som byggdes av romare i Dezful, som kunde lyfta vatten 50 kubit i höjd för att förse stadens alla hus med vatten. Också avledningsdammar var kända. Kvarndammar infördes med muslimska ingenjörer som kallades Pul-i-Bulaiti. Den första byggdes vid Shushtar i floden Karun och många sådana byggdes senare i den islamska världen. Vattnet leddes från dammen genom ett stort rör som drev en vattenkvarn. På 900-talet beskrev Al-Muqaddasi ett flertal dammar i Persien. Han berättar att en damm i Ahvaz var mer än 900 m lång, och att den hade många vattenhjul som hämtade upp vatten till akvedukter genom vilka det flödade till stadens reservoarer. En annan damm, Band-i-Amir gav 300 byar bevattning.
I Nederländerna, ett lågt liggande land, användes fördämningar ofta för att stänga av floder för att reglera vattennivån och för att förhindra havet från att översvämma marsklandet. Sådana dammar betydde ofta uppkomsten av en ny stad, eftersom det var lätt att korsa floden på ett sådant ställe och de gav ofta upphov till respektive orts namn på holländska. Till exempel den holländska huvudstaden Amsterdam (gammalt namn Amstelredam) började med en damm över floden Amstel i slutet av 1100-talet och Rotterdam tillkom på grund av en dam över floden Rotte, en mindre biflod till Nieuwe Maas.  Torget "de Dam" i centrala Amsterdam finns på platsen för den 800 år gamla dammen.
Den franske ingenjören Benoît Fourneyron utvecklade den första framgångsrika vattenturbinen 1832. I slutet av 1800-talet medförde industrialiseringen ett allt större energibehov. Samtidigt växte städerna genom urbanisering vilket medförde ett ökat behov av dricksvatten. Till följd av denna utveckling ökade också behovet av dammanläggningar. Särskilt framstående inom dammbyggnadskonsten vid denna tidpunkt var tysken Otto Intze, professor i Aachen, som under åren 1889-1903 uppförde 19 höga dammanläggningar (på tyska Talsperren, ”dalspärrar”)  i olika delar av Tyskland. 
De stora dammarnas epok inleddes med byggandet av Hooverdammen på Coloradofloden nära Las Vegas 1936. 1977 fanns det uppskattningsvis 800 000 dammar över hela världen och ungefär 40 000 av dem var över 15 m höga.

## Exempel
- Atazardammen, valvdamm, Spanien
- Hooverdammen, valvdamm, USA
- Harsprånget, stenfyllningsdamm, Sverige